# I cinghiali di Portici
I cinghiali di Portici è un film del 2003 diretto da Diego Olivares e interpretato da Ninni Bruschetta e Alessandra Borgia.

## Trama
Un gruppo di ragazzi, ospiti di una struttura per il recupero di minori a rischio alla periferia di Portici, affronta, del tutto casualmente, il suo primo campionato di rugby. Uno sport che nessuno di loro ha mai praticato prima, su un pezzo di spiaggia alla periferia della città. Tutto comincia per seguire, sia pur in maniera svogliata, la passione per il rugby di Ciro, un operatore capitato lì dalla Sicilia con un passato da giocatore di buon livello. Ma in un posto così non resta molto altro da fare che mettersi a giocare e la squadra dall'improbabile nome - "I cinghiali di Portici" - affronterà il campionato con la forza dei suoi giovani giocatori determinati ad affrontare la vita "sportivamente".